# خیابان فرانت (تورنتو)
خیابان فرانت (انگلیسی: Front Street) یک خیابان شرقی به غربی در مرکز شهر تورنتو، انتاریو، کانادا است. این خیابان برای اولین بار در سال ۱۷۹۶ ساخته شد و یکی از خیابان‌های اصلی شهر یورک است. خیابان در امتداد خط ساحلی دریاچه انتاریو همان‌طور که در آن زمان وجود داشت، کشیده شد.